# Haapajärvi (sjö i Kyrkslätt, Nyland)
Haapajärvi är en sjö i kommunen Kyrkslätt i landskapet Nyland i Finland. Sjön ligger 42,8 meter över havet. Arean är 53 hektar och strandlinjen är 2,9 kilometer lång. Sjön  ingår i Finska vikens kustområde.   Den ligger omkring 29 km väster om Helsingfors. 
Sjön ligger väster om Aspsjö kyrka (Haapajärvi).